# دریای برینگ

دریای برینگ، میان آلاسکا و روسیه.

دریای بـِرینگ دریایی است در بخش شمالی اقیانوس آرام.
شبه جزیره آلاسکا و جزایر آلوتی این دریا را از خلیج آلاسکا جدا کرده‌اند. دریای برینگ دو میلیون کیلومتر مربع مساحت‌دارد.

## جغرافیا
جزیره‌های دریای برینگ:
- جزایر پریبیلوف
- جزایر کوماندورسکی، شامل جزیره برینگ
- جزیره سنت لورنس
- جزایر دیومد
- جزیره کینگ
- جزیره سنت متیو
- جزیره کاراگینسکی

مناطق دریای برینگ:
- تنگه برینگ
- خلیج بریستول

دریای برینگ ۱۶ بزرگ‌دره زیرآبی دارد که یکی از آن‌ها یعنی بزرگ‌دره ژمچوگ بزرگ‌ترین بزرگ‌درهٔ زیرآبی جهان است.

## نگارخانه

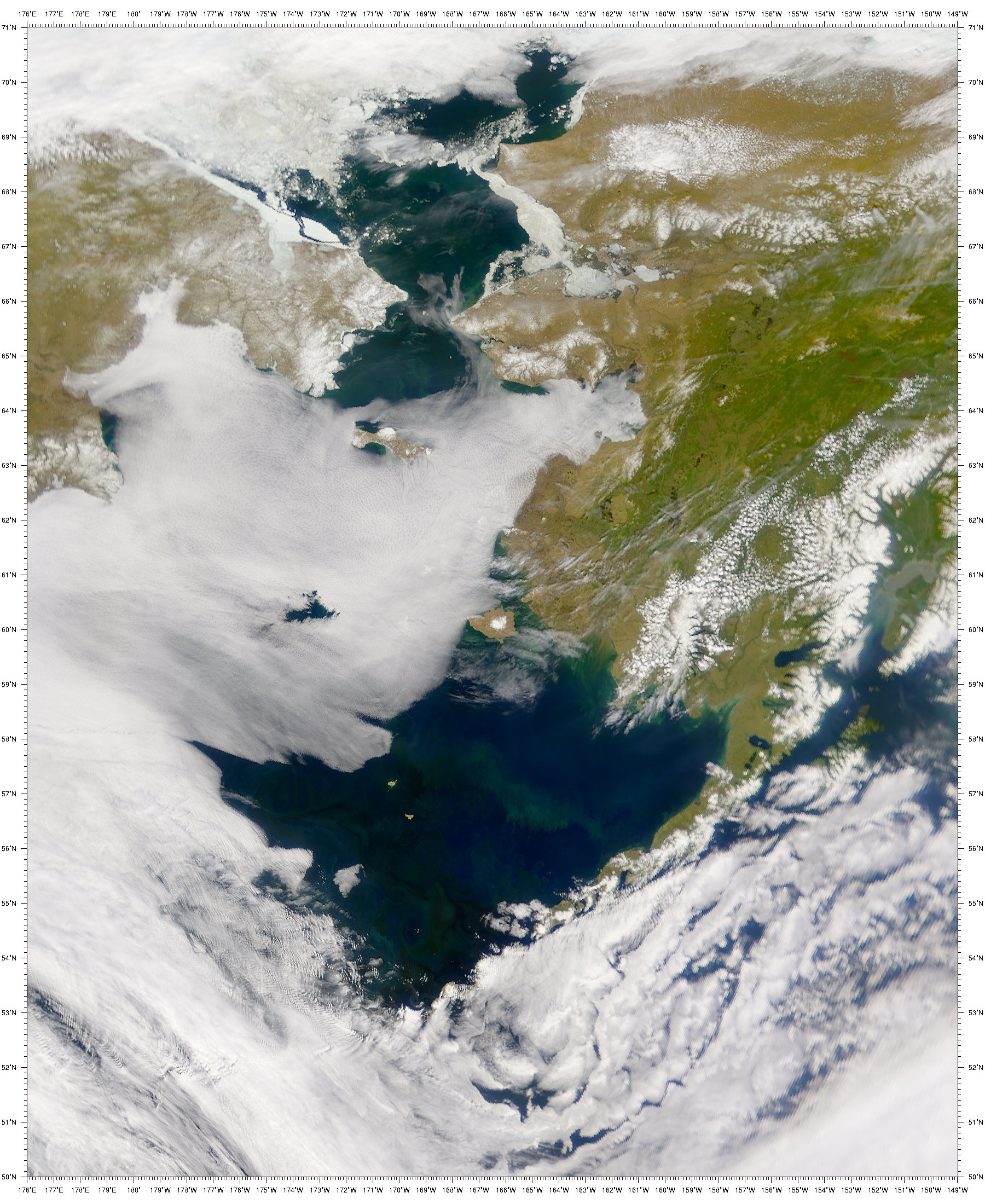
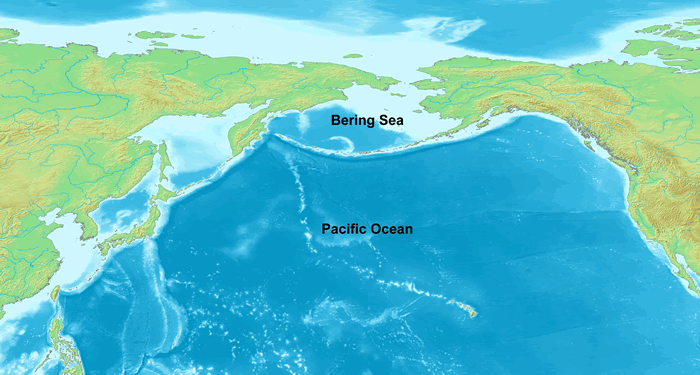